# Isoperla ouachita
Isoperla ouachita är en bäcksländeart som beskrevs av Bill P.Stark och Stewart 1973. Isoperla ouachita ingår i släktet Isoperla och familjen rovbäcksländor. Inga underarter finns listade i Catalogue of Life.